# Diecézní muzeum v Brně

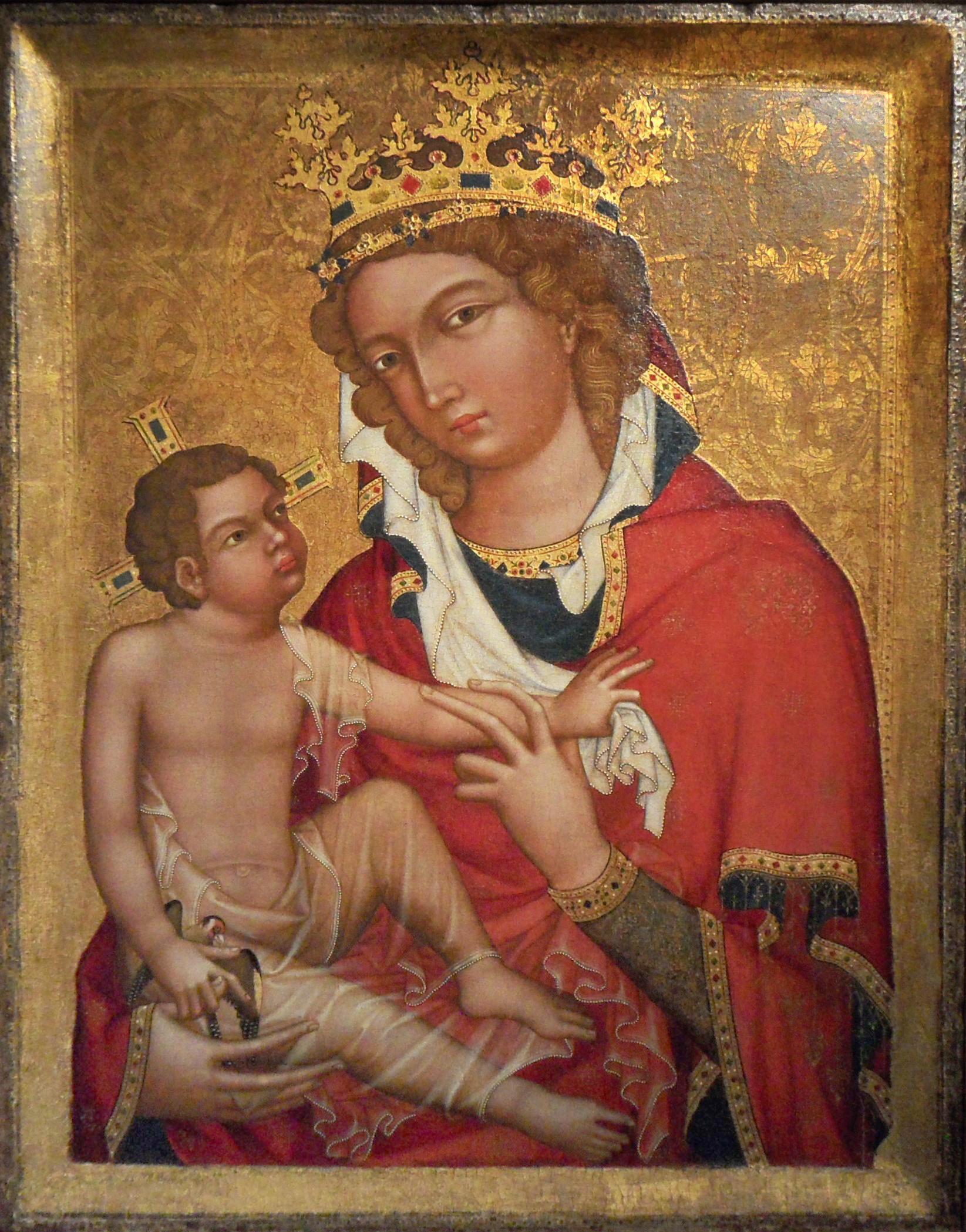
Madona z Veveří (1350), Diecézní muzeum v Brně

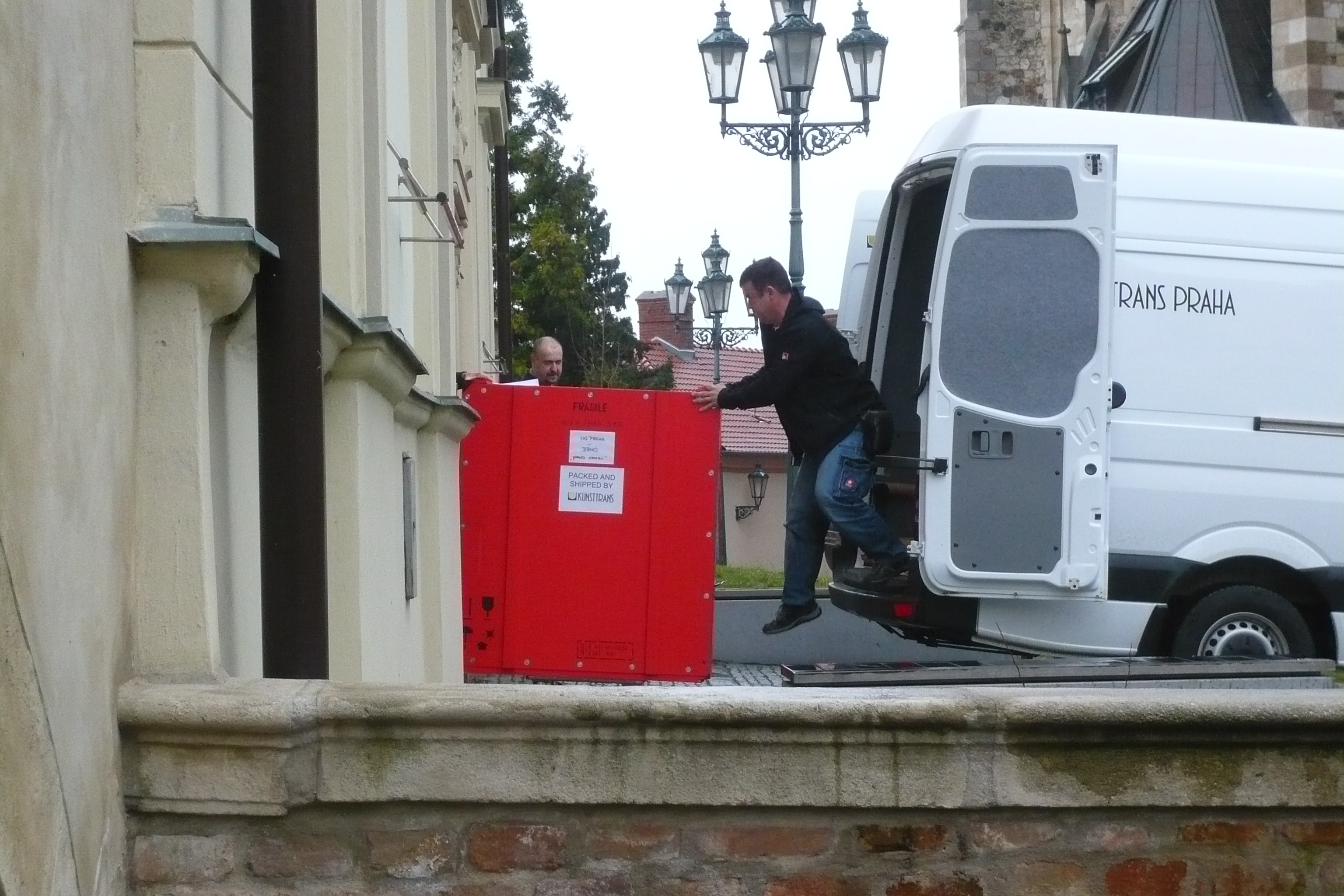
Přeprava deskového obrazu Madona z Veveří do Brna 7.3. 2016. 13.07 h.

Diecézní muzeum v Brně bylo novodobě založeno 1. června 1993 jako první obdobná instituce po demokratizaci společnosti v ČR. Je veřejně přístupnou institucí muzejního typu zaměřenou na umění a liturgické předměty a literaturu. Jejím zřizovatelem je Biskupství brněnské a je řádným členem Asociace muzeí a galerií ČR. Ředitelem je Mgr. Martin Motyčka.

## Historie muzea
Muzeum vzniklo v krátké době po revolučních změnách v návaznosti na dřívější aktivity tohoto druhu v Brněnské diecézi. Jeho posláním je shromažďovat umělecké předměty, které spravuje římskokatolická církev jako někdejší největší investor umělecké produkce velkého množství. Jde o ty předměty, které nemohou dále být lokalizovány na místech původního určení (v kostelech, na farách, v klášterech, rezidencích, kalváriích, božích mukách, hřbitovech a jiných církevních objektech) zpravidla z bezpečnostních důvodů, zejména u nejcennějších předmětů, ale i z důvodů správné péče a klimatu pro uložení, inventarizace, badatelské činnosti a komfortnějšího přístupu pro veřejnost. V první etapě bylo muzeum lokalizováno ve Starobrněnském augustiniánském opatství (do roku 1999), posléze bylo přestěhováno do nově upravených prostor přímo v areálu Brněnského biskupství na Petrově. Muzeum spravuje a vystavuje cennou sbírku církevního umění. Ve stálé expozici Vita Christi vystavuje středověká, renesanční a barokní díla moravského původu, pocházející z farností a klášterů z Brněnské diecéze. Za pozornost stojí mimo jiných Madona z Klentnice (1290) velké historické i umělecké hodnoty, dva reliéfy gotického oltáře z Mostiště (1510) a obrazy Bičování Krista a Uzdravení slepého ze 17. století.
V únoru 2016 přibyl do sbírek, které muzeum spravuje, cenný exponát Madony z Veveří, který mu do opatrování svěřila farnost ve Veverské Bítýšce. Do muzea byl exponát převezen v pondělí 7. března 2016, 13.07 z Národní galerie v Praze, kde byl před tím vystaven a kde byl vrcholem expozice Středověké umění v Čechách a střední Evropa 1200-1550.

## Hlavní budova muzea
Ředitelství a hlavní expozice jsou umístěny v někdejší rezidenci sídelního kanovníka a děkana brněnské kapituly, kterým byl hrabě Julius Caesar Macella. Raně renesanční a manýristický palác nechal vystavět na starších, středověkých spodních konstrukcích v roce 1618. V domě krátce sídlil i guvernér Moravy kníže František kardinál Dietrichstein, než byl vhodně upraven jeho níže položený palác (dnes hlavní budova Moravského zemského muzea). Budova stojí na východní hraně petrovské terasy, po levé straně pozdně gotické vstupní brány do areálu katedrály. Je v blízkém sousedství katedrály, Moravského zemského muzea, biskupského paláce a divadla Husa na provázku. Vnější fasády budovy byly později upraveny klasicistně. V letech 1999–2006 byla upravena a zařízena pro potřeby moderní galerijní instituce.